# Садыков, Данил Айдарович
Данил Айдарович Садыков (тат. Данил Айдар улы Садыйков; 12 декабря 1999, Казань, Татарстан, Россия — 5 мая 2012, Набережные Челны, Татарстан, Россия) — российский школьник, кавалер ордена Мужества (2012, посмертно).
Проживал вместе с родителями и старшей сестрой в посёлке Сидоровка близ Набережных Челнов, учился в средней школе города. Учителями и одноклассниками характеризовался как справедливый, способный прийти на помощь мальчик. Приехав в город навестить бабушку и дедушку, 5 мая 2012 года отправился на центральный бульвар Энтузиастов, где катался на велосипеде. В это время 9-летний мальчик, один из игравших у фонтана, упал в воду и получил удар электрическим током. Посреди людской паники Данил вызвался на помощь и полез в фонтан, но сам был поражён током, замкнув на себе электрическую цепь. Подоспевшие сотрудники полиции вытащили обоих мальчиков из воды, однако Данил, не приходя в сознание, скончался на месте происшествия. 12 июля того же года он был удостоен ордена Мужества посмертно «за проявленные мужество и самоотверженность при спасении человека в экстремальных условиях». Как впоследствии выяснилось, фонтан был неправильно подключён к электросети, в результате чего оказался под напряжением; ответственные за это работники предприятия городского хозяйства понесли уголовную ответственность. Второй мальчик выжил и вылечился. Со стороны президента Республики Татарстан и органов внутренних дел Садыковым была оказана всевозможная помощь, впоследствии у них родилась ещё одна дочь. Именем Данила Садыкова названа его родная школа, в которой организован музей погибшего мальчика.

## Биография
Данил Айдарович Садыков родился 12 декабря 1999 года в Казани. Родители — Айдар Рафаэлович и Наталья Михайловна Садыковы. Отец участвовал в первой чеченской войне, в 1995 году воевал под Грозным, награждён медалями. У Данила была старшая сестра Диана. Семья проживала в однокомнатной квартире в поселке Сидоровка. Данил учился в 5-м классе средней общеобразовательной школы № 9 в Набережных Челнах. Учителя, одноклассники и друзья характеризовали его как обычного мальчика, но в то же время человека справедливого, способного прийти на помощь.

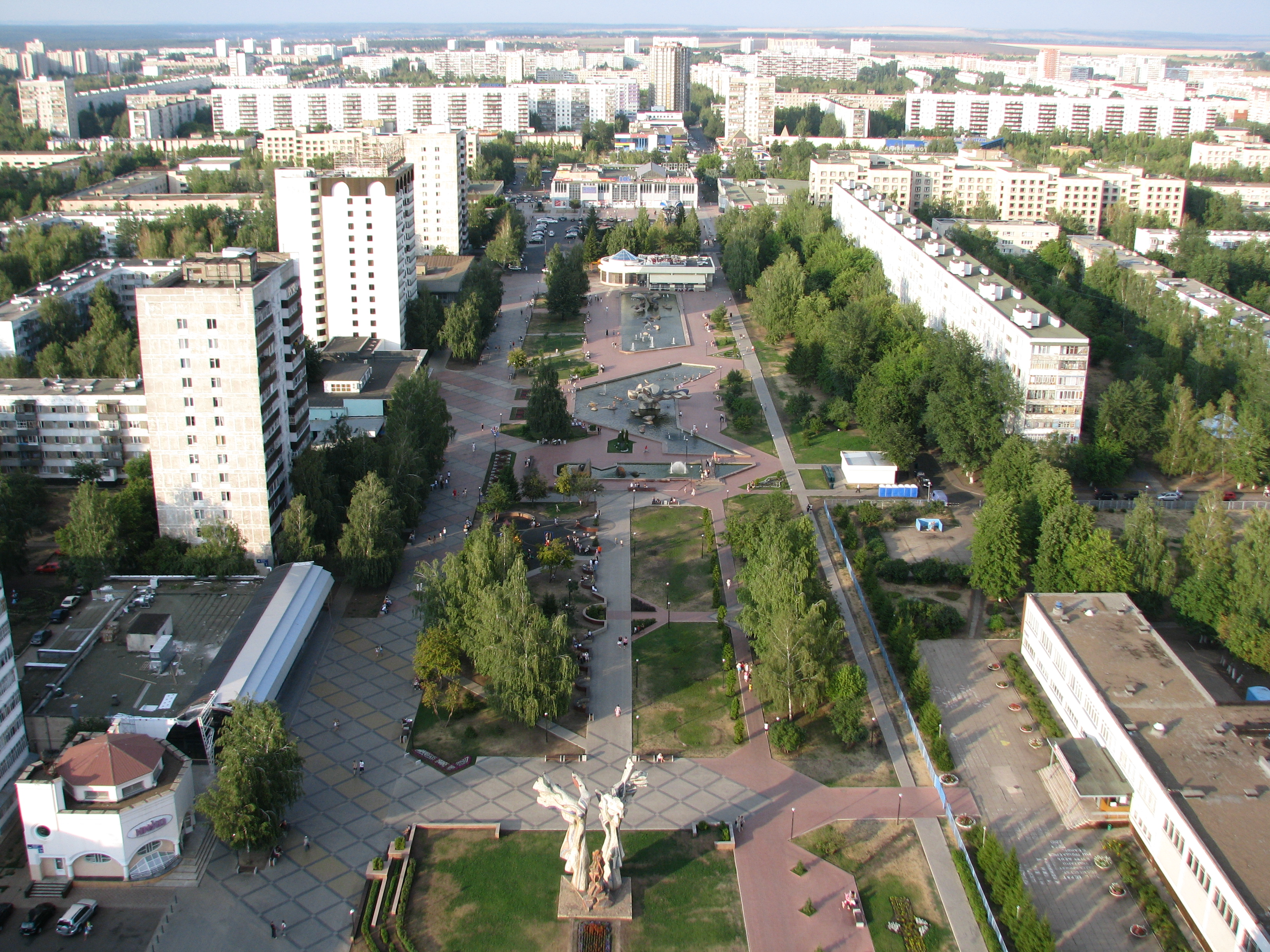
Бульвар Энтузиастов, 2010 год

Приехав в город навестить бабушку и дедушку — Зою Варламовну и Михаила Александровича Шишкиных, 5 мая 2012 года Данил Садыков отправился на бульвар Энтузиастов кататься на велосипеде, который они ему же и подарили. Было 14 часов дня. Стояла жаркая погода, и дети играли у фонтана, перебрасывая через него пластиковую бутылку. В какой-то момент она выскользнула и упала в воду на защитную решётку водяного насоса. Достать импровизированную игрушку вызвался 9-летний Андрей Чурбанов. Уровень воды в фонтане составлял 20 сантиметров. Андрей зашёл в фонтан, где неожиданно получил удар электрическим током и упал в воду. По некоторым данным, он задел рукой трансформаторную будку. Мальчику стало плохо, он лежал на дне и не мог встать, однако товарищи подумали, что тот просто дурачится. Вскоре вокруг стали собираться люди, началась паника. Данил в тот момент находился у фонтана в другой компании и проезжал мимо на велосипеде. Услышав крики, он, не задумываясь, единственным из толпы бросился в воду спасать мальчика.
Данил смог вытащить Андрея на бортик фонтана, но сам получил сильный удар током, фактически замкнув на себе электрическую цепь. Вскоре на крики прибежали два сотрудника патрульно-постовой службы: старший сержант полиции Рамиль Саттаров и его напарник-стажёр рядовой Ренат Гайнутдинов. Они почувствовали на себе удары током, но не пострадали из-за плотной одежды и высоких ботинок. Полицейские вытащили мальчиков из воды и стали оказывать им первую помощь. Андрей бился в судорогах, а Данил не подавал признаков жизни, но у него прощупывался пульс. Несмотря на реанимационные мероприятия, Данил, не приходя в сознание, скончался на месте в машине скорой помощи. Ему было только 12 лет. Андрей же с отёком головного мозга был доставлен в реанимационное отделение Закамской детской больницы, где четыре дня пробыл в коме, после чего переведён в неврологическое отделение и выписан после выздоровления.

## Награждение орденом Мужества
После смерти Садыкова в Челнах начался сбор подписей в поддержку идеи о его награждении; данное ходатайство было поддержано руководством Следственного комитета Российской Федерации, а также мэром Набережных Челнов Василем Шайхразиевым, прервавшим свою командировку и вернувшимся из Казани в город. 12 июля 2012 года Садыков указом президента Российской Федерации Владимира Путина был посмертно удостоен ордена Мужества. Он стал вторым ребёнком-кавалером данной награды после Евгения Табакова, а также самым молодым награждённым орденом в Татарстане.
|                                                       |  |  |  |
| Вручение ордена Мужества родителям Садыкова, 2012 год |  |  |  |

26 июля 2012 года орден был вручён родителям Садыкова председателем СК РФ Александром Бастрыкиным при участии президента Татарстана Рустама Минниханова на церемонии в Казанском кремле. Органами следствия также было объявлено о благодарности классному руководителю Садыкова, двум врачам, спасшим жизнь Чурбанову, а также двум сотрудникам полиции, пришедшим детям на помощь. Саттарову и Гайнутдинову вручили почётные грамоты, а затем представили к наградам, и в итоге в 2014 году удостоили медалей «За спасение погибавших».

## Следствие и суд
После произошедшего фонтаны отключили как в Набережных Челнах, так и по всему Татарстану — для проверки их безопасности. В тот же день следственными органами по Татарстану было возбуждено уголовное дело, а следствие взяло на контроль руководство Следственного комитета Российской Федерации.
В ходе предварительного следствия было установлено, что фонтан находится на балансе ОАО «Горзеленхоз» и введён в эксплуатацию в 2007 году, причём с нарушениями при монтаже электрооборудования. 9 июля было объявлено о завершении расследования и передаче дела в суд для рассмотрения его в особом порядке. Бывший исполняющий обязанности главного энергетика ОАО «Горзеленхоз» 35-летний Алмаз Тухфатуллин, а также электромонтёры данной организации 51-летний Шамиль Сайфуллин и 55-летний Сергей Наседкин были обвинены в совершении преступлений, предусмотренных частью 2 статьи 109 и частью 2 статьи 118 Уголовного кодекса Российской Федерации (причинение смерти по неосторожности, вследствие ненадлежащего исполнения лицом своих профессиональных обязанностей; причинение тяжкого вреда по неосторожности, вследствие ненадлежащего исполнения лицом своих профессиональных обязанностей). Как выяснилось, в период с 18 по 29 апреля 2012 года Наседкин и Сайфуллин неправильно подключили провод водяного электронасоса, а Тухфатуллин не проверил их работу, ввиду чего вода в фонтане оказалась под напряжением. Также было установлено, что фонтан не был снабжён устройством защитного отключения, а на его эксплуатацию после ремонта не имелось разрешения органов Ростехнадзора. Как было сообщено, все обвиняемые признали вину и были отпущены под подписку о невыезде.

6 августа Набережночелнинский городской суд приговорил Тухфатуллина, Сайфуллина и Наседкина к трём годам ограничения свободы каждого. Матери Садыкова и Чурбанова подали иски о возмещении морального ущерба в размере пяти и одного миллиона рублей, соответственно. Приговор был оставлен без изменения, однако Верховный суд Республики Татарстан постановил, что нижестоящий суд «необоснованно оставил без рассмотрения исковые требования потерпевших». В итоге только спустя год семья Садыковых получила 270 тысяч рублей от «Горзеленхоза» по решению суда; семье Чурбановых же, пополнившейся вторым сыном, деньги не дошли. Позднее они перестали общаться друг с другом.

## Память
7 мая Садыков был похоронен на аллее славы Орловского кладбища за счёт мэрии Набережных Челнов. Семья Садыкова была взята под опеку следственными органами Татарстана, ей оказывается всевозможная помощь. В 2012 году президент Минниханов подарил его родителям трёхкомнатную квартиру в новом доме в микрорайоне Замелекесье; ключи вручал лично председатель СК РФ Бастрыкин, жильё было оборудовано всей необходимой техникой, а семье преподнесены подарки. В 2013 году по решению мэра Шайхразиева на бульваре Энтузиастов был открыт памятник в честь Садыкова. Он представляет собой стальное птичье перо, лежащее в фонтане на одной из скульптур Ильдара Ханова, а рядом установлена памятная доска, рассказывающая о поступке мальчика. В том же году на могиле Садыкова был установлен мраморный памятник.
Школу, в которой учился Садыков, назвали его именем. Там был открыт музей с личными вещами мальчика, установлена мемориальная доска, а также проведён капитальный ремонт. В школах России проводятся уроки мужества, на которых рассказывается история Садыкова и других юных героев. В 2013 году в Казани был проведён турнир по дзюдо на кубок председателя СК РФ, который был посвящён сотрудникам следствия, погибшим при исполнении служебного долга, а также Садыкову и Табакову. В 2014 году у Садыковых родился ещё один ребёнок — дочь Виктория, которую крестил сам митрополит Казанский и Татарстанский Анастасий. В 2015 году, в связи с пополнением, правительство Татарстана подарило Садыковым ещё одну квартиру — однокомнатную.

## Награды
- Орден Мужества (12 июля 2012 года, посмертно, указом президента Российской Федерации) — за проявленные мужество и самоотверженность при спасении человека в экстремальных условиях[91].